# Erasmus (metrostation)
Erasmus (Frans: Érasme) is een station van de Brusselse metro, gelegen in de gemeente Anderlecht.

## Geschiedenis
De locatie van het metrostation werd tot en met 12 januari 1998 gebruikt als het eindpunt van tramlijn 56. Toen de werken ter verlenging van de metro in 1998 van start gingen werd besloten om de trams te beperken tot de halte Sint-Niklaas en een pendeldienst onder de vorm van een bus in te zetten tussen Erasmus en Sint-Niklaas. De eigen bedding in de Bergensesteenweg werd ook buiten dienst gesteld, terwijl de trams van lijn 56 nog steeds bleven rijden met bestemming "Erasmus [H]". Op 15 september 2003 werd het metrostation Erasmus in dienst genomen als eindpunt van metrolijn 1B, en werd tramlijn 56 beperkt tot Debussy. Sinds de herziening van het metronet in 2009 rijdt metrolijn 5 door dit station.

## Situering
Het station is gelegen op de Lenniksebaan bij de wijk Mijlemeers, nabij het universitaire ziekenhuis Erasmus, waarnaar het station ook vernoemd werd, en de Campus Erasmus van de Université libre de Bruxelles. De toegang tot het station gebeurt via een voetgangerstunnel die onder de sporen loopt. Er bevindt zich op het einde van het station een achterstation waar de verschillende manoeuvres kunnen gebeuren om terug te keren. Aan beide zijden van het station is er aansluiting voorzien met bussen van De Lijn.

## Kunst
Het metrostation kenmerkt zich door een opmerkelijke architectuur. Het ontwerp van de Belgische architect Philippe Samyn bestaat uit een in de middenberm van de Lenniksebaan gelegen eilandperron, overspannen door een doek van kunststof. Het dak rust op de zijportalen en vormt elf hele en twee halve zadels. Het perron kan bereikt worden door tunnels aan beide uiteinden van het station.

## Afbeeldingen

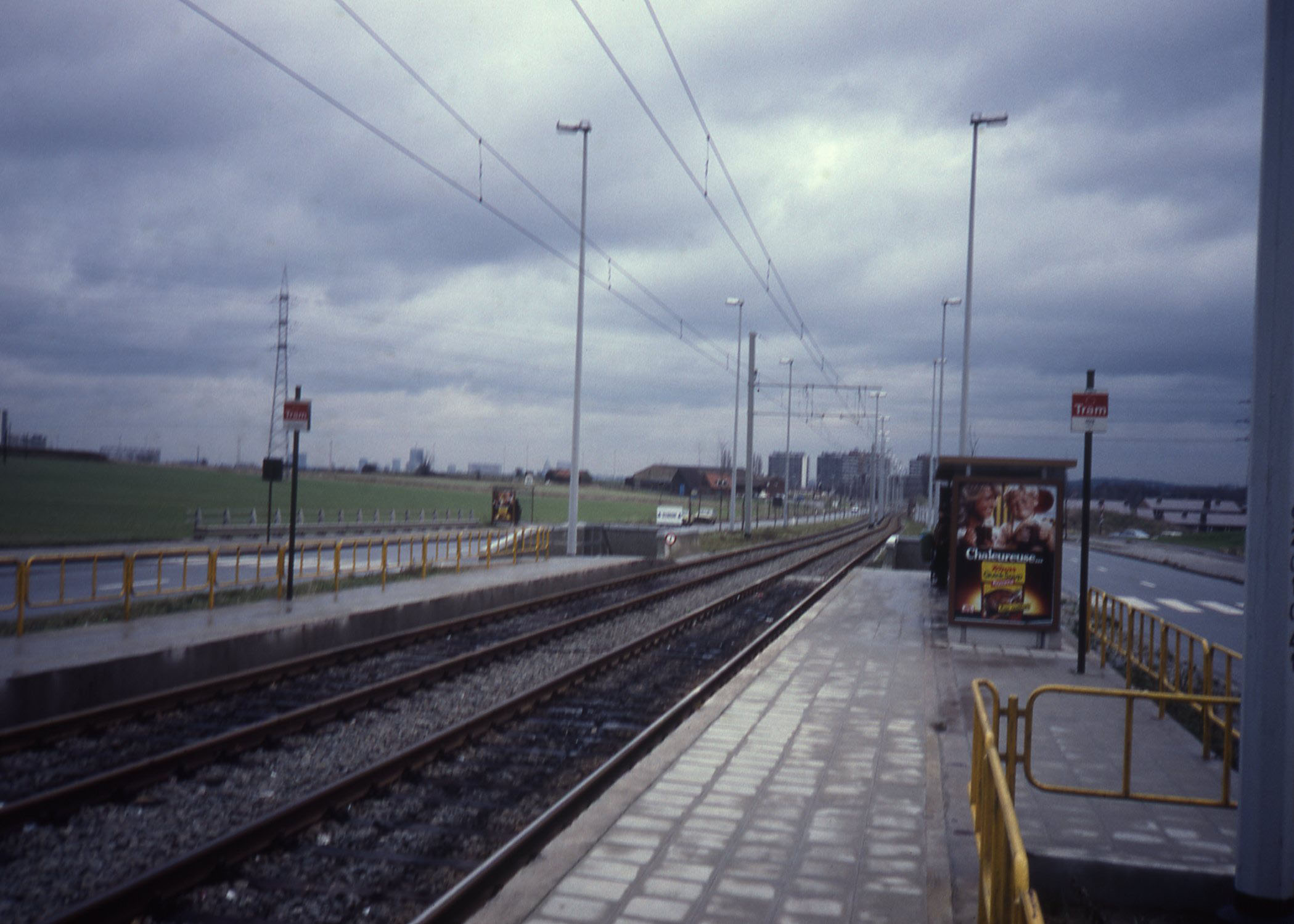
Halte Erasmus van sneltramlijn 103 in 1983. Hier bevindt zich het metrostation vandaag.
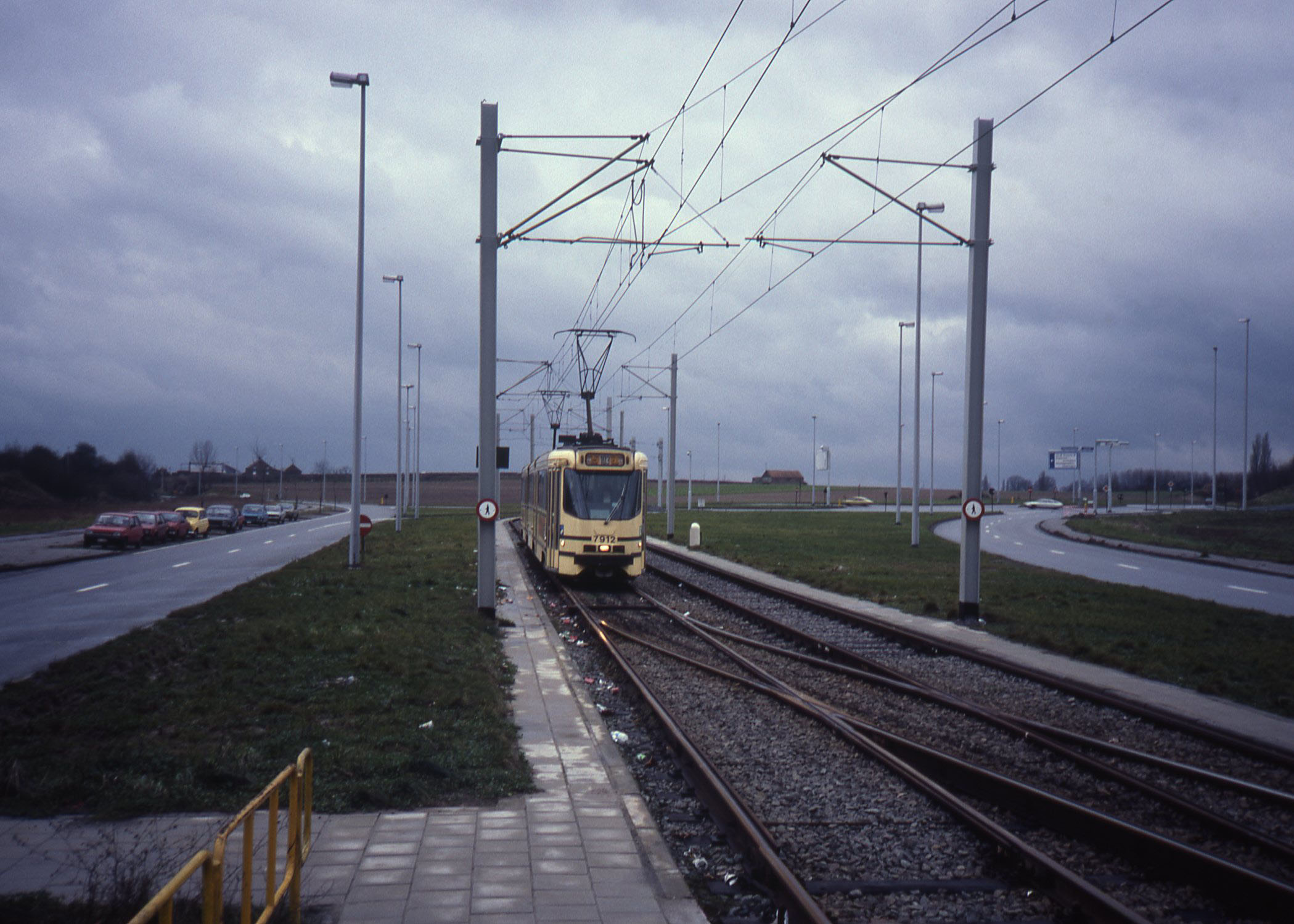
Eindpunt van tramlijn 103.
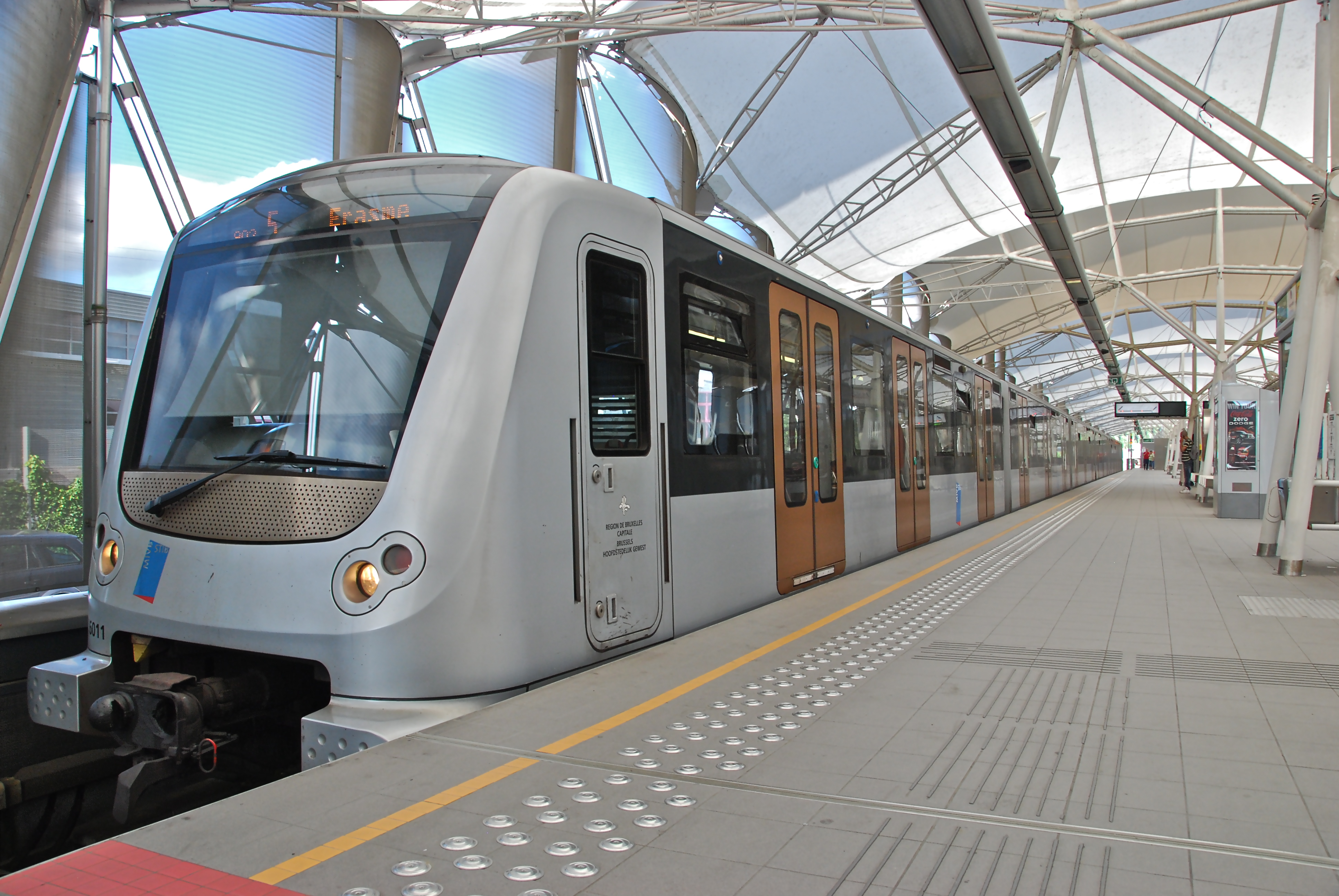
Boa metrostel in het station.
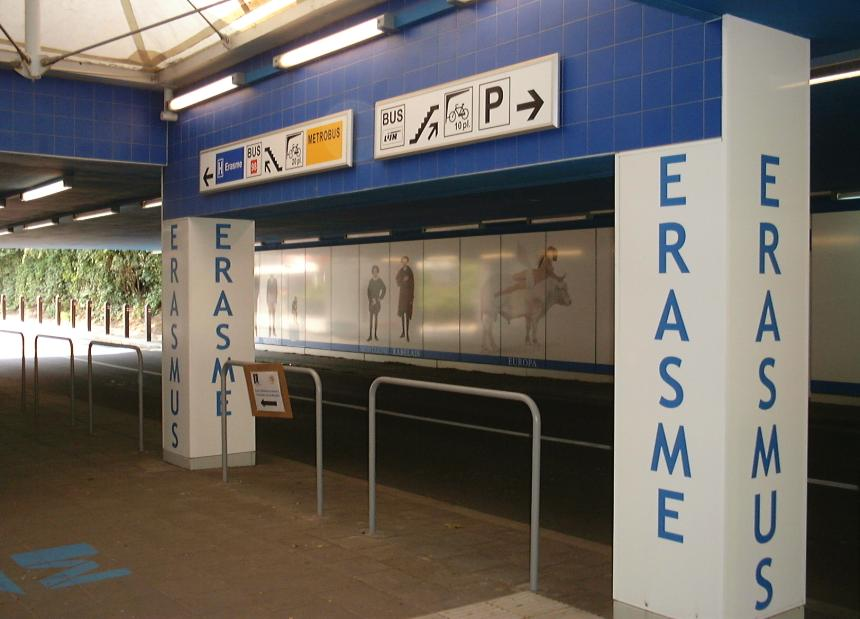
Uitgang van het voetgangerstunnel.
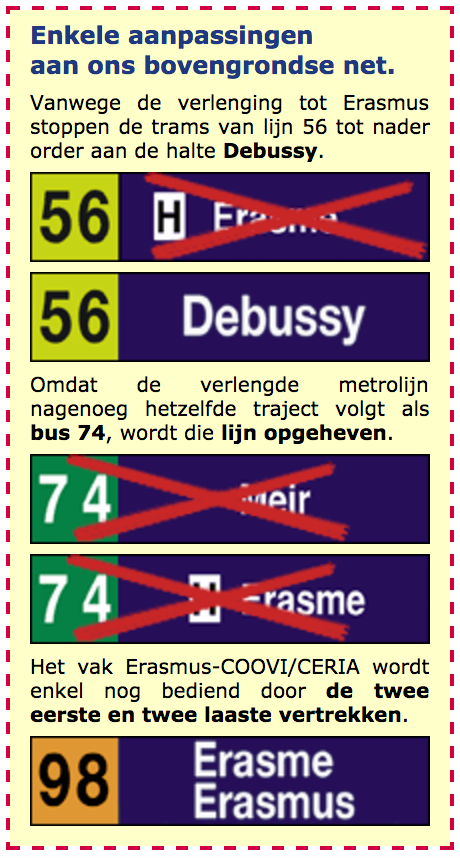
Aanpassingen aan het bovengronds net op 15/09/2003.